# Microscena aerata
Microscena aerata är en fjärilsart som beskrevs av Montague 1914. Microscena aerata ingår i släktet Microscena och familjen juvelvingar. Inga underarter finns listade i Catalogue of Life.